# Escolha intertemporal
Escolha Intertemporal  ou Troca Intertemporal é o estudo que avalia as escolhas de cada indivíduo e como elas podem afetar outros momentos da sua vida. São decisões entre qual será o melhor momento para se antecipar um beneficio que trará um custo futuro ou  pagar o custo pra desfrutar da recompensa posteriormente. São trocas entre o presente e o futuro, o que e quando fazer em vários pontos no tempo optando entro o custo e benefício. Essas decisões estão ligadas a todas as aéreas de vida dos seres humanos, profissional, financeira, emocional, espiritual, física e assim por diante.

## Tipos de Escolhas Temporais
| Posição Credora | Posição Devedora |
| --- | --- |
| Na posição credora o individuo aceita um custo antes do beneficio. É feito algum sacrifico, se paga algum valor no presente para obter alguma vantagem futura, Paga hoje e aproveita o amanha. | o individuo obtém a vantagem no presente, se comprometendo a pagar o custo no futuro, aceita o beneficio agora com o preço lá na frente, tem uma vantagem hoje e paga amanha.. |

## Anomalias intertemporais
As anomalias intertemporais são como ilusões de ótica no caminho das escolhas  intertemporal, são armadilhas que fazem focar somente em algum momento do tempo dando um valor excessivo a um ponto e deixando outro de lado, superestimando uma etapa ou momento da vida e subestimando outra.

### Tipos de Anomalias intertemporais
| Miopia Temporal | Hipermetropia Temporal |
| --- | --- |
| é a subestimação ao futuro, nesse fenômeno o individuo tem interesse intenso ao que acontece no presente, isso em uma maneira muita intensa, ao ponto de se prejudicar pelo excesso de impaciência e imediatismo. | é o demasiado interesse nas coisas que acontecem no futuro, superestimação do por vir. O individuo peca por pensar no que estar por vir cometendo excessos de prudência e temor pelo amanhã. |

## Escolha Temporal no Ciclo de Vida
Para Eduardo Giannetti ("O valor do amanhã"), o ciclo de vida tem seu auge e declínio, infância e juventude, maturidade e velhice e dentro desse paradigma biológico existem as escolhas intertemporais, as chamadas escolhas temporais no ciclo de vida.
 • Infância: Nos primeiros anos de vida a criança é imatura demais para tomar qualquer tipo de decisão, pois sua mente não está totalmente pronta para esse tipo de escolha. Entretanto já recebe de seus pais a educação e estímulos que são fundamentais para a criação de uma personalidade e caráter que irão no futuro contribuir para suas escolhas. 
A criança age apenas pelo instinto, chora pelo agora e por suas necessidades fisiológicas . Um comparativo que pode ser feito é o da pessoa que está perto de seu leito de morte que tem o mesmo comportamento, vive apenas o agora, sem dar muita importância pro passado e nem tão pouco para o futuro, apenas o presente é relevante. 
A espera não é uma característica forte na infância de um ser. Um experimento de “Gratificação Postergada”, repetido por diversas vezes, teve os seguintes parâmetros.
Uma criança é colocada em uma sala, e é lhe apresentado um adulto que lhe propõe duas alternativas antes de deixar a sala. Entrega a ela um sino e se tocar a qualquer momento após a saída do adulto ela ganha uma unidade de seu doce favorito, entretanto, se ela aguardar o adulto voltar, não tocando o sino, ela terá direito a duas unidades do doce, assim o adulto sai da sala e deixa a criança com o sino e com as duas possibilidades em seu campo visual sem que possa tocar, de um lado uma unidade que pode obter a qualquer momento ou duas que só terá direito quanto o adulto voltar.
Como resultado a maioria das crianças até quatro anos tocam o sino invariavelmente, porem, estudos longitudinais dessas crianças, que foram acompanhas por alguns anos, mostrou que as que tiveram maior capacidade de espera obtiveram as melhores notas durante o ensino médio, entraram em maior numero na faculdade e tiveram menor numero de envolvimento com drogas e conflitos familiares. Contrapartida as crianças que não tiveram muita paciência e tocaram logo o sino apresentaram mais problemas relacionados a compulsividade.  
Foram avaliadas diversas variáveis para as crianças que esperaram por mais tempo, e a que aparece com maior evidencia é a importância do ambiente familiar e de sua estrutura. 
• Juventude: o ser humano já tem condições de fazer escolhas intertemporais mais equilibradas. No teste de Gratificação Postergada 60% até 12 anos espera sem tocar o sino, entretanto, nesse momento da vida é onde começa a fase dos hormônios, onde também há um aumento de impulsividade.
O jovem já se da conta que suas escolhas influenciam o futuro, entretanto enxerga o mundo como um diverso campo cheio de oportunidades. Normalmente ele tem uma grande expectativa de sucesso, porém quase sempre ainda não experimentou grandes adversidades, o que pode lhe trazer algum dano no futuro, pois a impulsividades aliada com uma perspectiva altamente otimista, sem poucos revés na vida, podem não ser a melhor combinação. 
• Maturidade: ha um aquetamento, a impulsividade vinda da juventude que da lugar ao pensamento, então surge o balanço de ganhos e percas, é a posição entre a juventude e a velhice. As principais mudanças são: uma perspectiva menos assimétrica de passado e futuro e uma consciência mais definida de finitude, uma antevisão menos irrealista ou sonhadora, uma maior capacidade. 
Nessa fase normalmente o adulto já experimentou o revés que a vida impõe, e sabe que nem sempre todas as suas expectativas serão atendidas e que a velhice é inevitável, então vem a propensão a poupar.
• Velhice: existe o confronto entre o peso relativo do amanhã e a oportunidades que são dados pelo momento, isso por conta do tempo que ainda resta.
A velhice não é marcante como a juventude  os sinais do tempo chegam e o passado está cada vez mais distante e o fim cada vez mais próximo. É então elevado o uso econômico dos recursos.

## Padrões de Preferencias nas Escolhas Intertemporais
Existem diversos padrões paras as preferencias nas escolhas intertemporais, Thaler (1981) reportou pela primeira vez três principais delas:  O efeito de diferimento; efeito de magnitude; Efeito de sinal e assimetria adiamento-adiantamento. 
| Efeito de diferimento | Efeito de Magnitude | Efeito de sinal |
| --- | --- | --- |
| O individuo tende a esperar menos por aquilo que está mais próximo, entretanto pode esperar mais por aquilo que esta mais longe, ou seja, preferi uma laranja hoje do que duas amanhã e simultaneamente, pode preferir 2 laranjas daqui a 61 dias a uma daqui a 60 dias. Nesse tipo de padrão é preferível gratificações mais rápidas, benefícios mais imediatos | Nesse padrão o individuo tem a tendência de preferir esperar mais por benefícios, ganhos maiores, ou seja, Receber R$100,00 agora ou R$150,00 daqui a um ano envolve uma diferença maior do que receber $10,00 agora ou $15,00 daqui a um ano. Esta característica não é observada em pessoas impulsivas, tendo em vista que são imediatistas. | O individuo age de maneira diferente qualitativamente falando para situações de ganhos e percas, por exemplo, prefere receber R$ 200,00 agora do que R$ 300,00 em seis meses, demonstrando impaciência, mas prefere pagar R$ 200,00 agora do que R$ 300,00 daqui a seis meses, não procrastinando. A pessoa é impaciente em uma situação de ganho e mais paciente em uma situação de perda. |